# Filmoteka Narodowa – Instytut Audiowizualny
Filmoteka Narodowa – Instytut Audiowizualny – polska państwowa instytucja kultury zlokalizowana w Warszawie, jednostka budżetowa podlegająca Ministrowi Kultury i Dziedzictwa Narodowego. Powstała 29 kwietnia 1955 na mocy uchwały prezydium rządu nr 330/55. Do 1970 istniała pod nazwą Centralne Archiwum Filmowe, do 1987 jako Filmoteka Polska, a następnie jako Filmoteka Narodowa. Od 1 marca 2017, po połączeniu z Narodowym Instytutem Audiowizualnym, pod obecną nazwą.
Przedmiotem działania Filmoteki Narodowej – Instytutu Audiowizualnego jest:
- gromadzenie, katalogowanie, zachowanie i restaurowanie oraz udostępnianie zbiorów oraz materiałów dokumentacyjnych, dotyczących narodowego dziedzictwa audiowizualnego,
- współtworzenie, produkcja, rejestracja i promocja dzieł kultury o wysokim poziomie artystycznym w celu ich emisji w programach mediów publicznych i prywatnych,
- produkcja materiałów audiowizualnych o wysokim poziomie artystycznym, dotycząca zagadnień związanych z kulturą, nauką, edukacją w celu ich emisji w programach mediów publicznych i prywatnych lub internecie albo rozpowszechniania w inny sposób,
- prowadzenie działalności edukacyjnej, naukowej, wydawniczej i kulturalnej[2].

Od początku istnienia jest członkiem Międzynarodowej Federacji Archiwów Filmowych, organizacji zrzeszającej większość archiwów filmowych świata. Zbiory taśm filmowych i archiwaliów zgromadzone w instytucji należą do największych w Europie.
Instytucja jest operatorem programu Sieć Kin Studyjnych i Lokalnych.

## Zbiory
FInA posiada jedno z największych archiwów filmowych w Europie. Oprócz materiałów audiowizualnych, FInA posiada również zbiory okołofilmowe i specjalistyczny księgozbiór. Na czele poszczególnych typów zbiorów stoją kustosze, nad całością pieczę sprawuje Główny Kustosz Zbiorów, Grażyna M. Grabowska.
- Zbiory filmowe
- Zbiory audiowizualne
- Zbiory fotograficzne (fotosy, zdjęcia)
- Materiały graficzne (programy, plakaty filmowe, projekty scenografii i kostiumów)
- Materiały literackie i archiwalia (scenariusze, scenopisy)
- Zbiory audialne i nutowe (w tym unikatowe rękopisy muzyki filmowej)
- Księgozbiór (specjalistyczna literatura filmoznawcza, czasopisma, katalogi, wycinki prasowe).

## Fototeka
W ramach Filmoteki Narodowej funkcjonuje Fototeka – serwis internetowy prezentujący zasoby fotograficzne Filmoteki Narodowej związane tematycznie z historią filmu polskiego (filmy, ludzie, wydarzenia itp.). Fototeka powstała w listopadzie 2009 przy współpracy z Agencją Interaktywną 4K i jako elektroniczna baza jest tworzona w oparciu o zgromadzone zbiory fotosów, negatywów i diapozytywów; pokazuje zarówno znane, ale także unikatowe fotografie z polskich filmów (w I etapie z lat 1945–1989 i przedwojenne), ich twórców (reżyserzy, aktorzy, operatorzy, asystenci itd.), premiery filmowe itp.
Celem serwisu Fototeka jest:
- edukacja i upowszechnianie kultury filmowej zgodnie z Ustawą o kinematografii z dn. 30 czerwca 2005 r. (Dz.U. z 2023 r. poz. 130) i statutem Filmoteki Narodowej, stanowiącym załącznik do zarządzenia nr 17 Ministra Kultury i Dziedzictwa Narodowego z dn. 29 kwietnia 2008 r.
- zabezpieczenie zbiorów fotograficznych Filmoteki Narodowej i ich opracowanie
- ułatwienie i pomoc w nawiązaniu kontaktu z właścicielami praw.

Projekt został doceniony w środowisku filmowym, czego efektem była dwukrotna nominacja w 2010 i 2011 do Nagród Polskiego Instytutu Sztuki Filmowej w kategorii „Portal internetowy”. Natomiast trzecia nominacja w 2012 została zwieńczona nagrodą PISF w tej kategorii.
Serwis zaistniał w międzynarodowej przestrzeni zbiorów cyfrowych, gdy w 2010 Filmoteka Narodowa dołączyła do projektu European Film Gateway, za pośrednictwem którego prezentuje zbiory w portalu europejskiej kultury – Europeana.eu.
Fototeka Filmoteki Narodowej to przedsięwzięcie pionierskie, pierwszy tego rodzaju portal prezentujący fotograficzną historię kina polskiego. Na stronie znajdują się fotosy do większości polskich filmów fabularnych i animowanych do 1989, robocze zdjęcia z planów filmowych, zdjęcia próbne, reportaże z premier filmowych, sesje gwiazd polskiego kina, ciekawostki filmowe, galerie aktorskie oraz galerie realizatorów. Na portalu dostępne są również zdjęcia ponad 5000 polskich filmowców i aktorów. Tak ogromna liczba wymaga specjalnych instrumentów, by móc je swobodnie przeglądać i docierać do konkretnych fotografii. Zdjęcia opatrzone są takimi opisami jak: tytuł filmu lub odcinka, rok, reżyseria, kraj produkcji, autor zdjęcia, prawa autorskie, osoby widoczne na zdjęciu i ich funkcje w filmie, słowa kluczowe, miejsca, nazwy. Serwis pozwala na wyszukiwanie zdjęć według kilku kategorii obsługujących kilkanaście pól. Internauci mogą kontaktować się z Fototeką, jeśli rozpoznają mało znane osoby i miejsca pojawiające się na fotosach.
Portal jest źródłem informacji o fotografii filmowej i jej twórcach, a więc tematach do tej pory w Polsce zupełnie niezbadanych. W dziale „Oto Foto” opublikowany został tekst o historii polskiego fotosu, do którego dołączono najciekawsze przedwojenne reklamy fotosów filmowych i wszelkie materiały związane z rozwojem fotografii filmowej. Cyklicznie publikowane są również biogramy najbardziej zasłużonych polskich fotosistów filmowych. W większości są to ludzie nieznani.
Zdjęcia udostępniane za pośrednictwem portalu Fototeka pojawiają się w dużej liczbie publikacji. Z usług serwisu korzystają największe wydawnictwa i periodyki w Polsce.

## Gapla
Gapla to oficjalny serwis internetowy, prezentujący kolekcję plakatów i afiszów filmowych ze zbiorów Filmoteki Narodowej.
Celem serwisu Gapla jest prezentacja całego dorobku polskiej grafiki filmowej, zachowanego w zbiorach Filmoteki Narodowej: od czołowych twórców polskiej szkoły plakatu (m.in.: Henryka Tomaszewskiego, Romana Cieślewicza, Wojciecha i Stanisława Zameczników, Jana Lenicy, Eryka Lipińskiego, Franciszka Starowieyskiego), po kolejne generacje artystów: Jana Młodożeńca, Wiktora Sadowskiego, Mieczysława Wasilewskiego, Andrzeja Pągowskiego, Jakuba Erola czy Stasysa Eidrigeviciusa, a także najstarszych zabytków grafiki użytkowej reklamujących pokazy kinematografu braci Lumière w Krakowie, przedwojennych afiszów i plakatów, powojennych plakatów do filmów polskich i zagranicznych, a także zagranicznych plakatów do produkcji polskich i światowych. Osobny zbiór tworzą plakaty do imprez filmowych: festiwali, przeglądów, pokazów specjalnych. Digitalizacja archiwalnego zbioru plakatów pozwala zabezpieczyć oryginalne materiały oraz za pośrednictwem Internetu prezentować bezcenną kolekcję wszystkim zainteresowanym.
Plakaty filmowe są gromadzone w archiwum Filmoteki Narodowej od początku lat 60. XX wieku. Pierwszą pozycją wpisaną do inwentarza był plakat autorstwa Romana Cieślewicza do filmu „Kapelusz pana Anatola” w reżyserii Jana Rybkowskiego z 1957.
Cele serwisu Gapla to:
- edukacja i upowszechnianie kultury filmowej zgodnie z ustawą o kinematografii z dnia 30 czerwca 2005 r. i statutem Filmoteki Narodowej, stanowiącym załącznik do zarządzenia nr 17 Ministra Kultury i Dziedzictwa Narodowego z dnia 29 kwietnia 2008 r.;
- zabezpieczenie zbiorów ikonograficznych Filmoteki Narodowej i ich opracowanie;
- cyfryzacja i prezentacja zbiorów ikonograficznych Filmoteki Narodowej w domenie cyfrowej.

Projekt jest realizowany dzięki wsparciu Ministerstwa Kultury i Dziedzictwa Narodowego w ramach Programu Wieloletniego KULTURA+.

## Odznaczenia
- Srebrny Medal „Zasłużony Kulturze Gloria Artis” (2015)[11]

## Dyrektorzy
- Tadeusz Kowalski (2008–2015)
- Anna Sienkiewicz-Rogowska (2015–2017)[12]
- Dariusz Wieromiejczyk (2017–2021)
- Robert Kaczmarek (2021–2024)[13]
- Jarosław Czuba (w 2024, p.o.)[14]
- Tomasz Kolankiewicz (od 2024)[15]

## Rada programowo-naukowa
30 maja 2025 ministra kultury i dziedzictwa narodowego Hanna Wróblewska powołała Radę Programowo-Naukową Filmoteki Narodowej – Instytutu Audiowizualnego, w której skład weszli Virginia Bazán Gil, Michal Bregant, Thomas C. Christensen, Maciej Drygas, Milenia Fiedler, Hanna Holling, Tadeusz Lubelski, Monika Talarczyk, Maria Zmarz-Koczanowicz i Magnus Von Horn.